# Bajos de Tlachiconal
Bajos de Tlachiconal är en ort i Mexiko.   Den ligger i kommunen Cotaxtla och delstaten Veracruz, i den sydöstra delen av landet, 290 km öster om huvudstaden Mexico City. Bajos de Tlachiconal ligger 124 meter över havet och antalet invånare är 228.
Terrängen runt Bajos de Tlachiconal är platt, och sluttar österut. Runt Bajos de Tlachiconal är det ganska glesbefolkat, med 42 invånare per kvadratkilometer. Närmaste större samhälle är Soledad de Doblado, 17,2 km norr om Bajos de Tlachiconal. Omgivningarna runt Bajos de Tlachiconal är en mosaik av jordbruksmark och naturlig växtlighet.